# Fort de Tamié
Le fort de Tamié, appelé brièvement fort Brissac, est un ouvrage fortifié alpin, situé en France à l'ouest de la commune de Mercury, se situant à 992 mètres d'altitude, dans le département de la Savoie.

## Mission

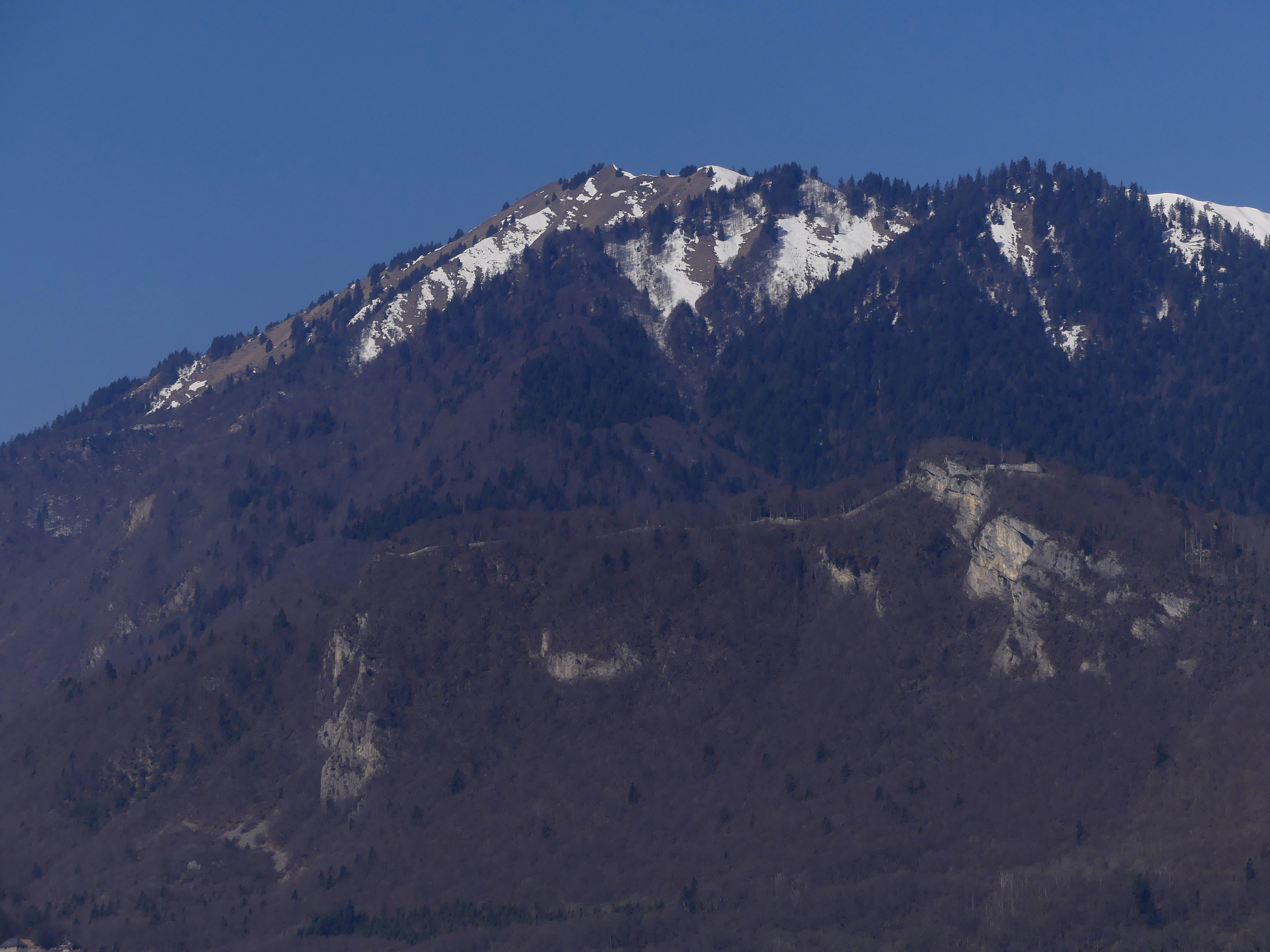
Promontoire sur lequel le fort est bâti (au centre), visible d'Albertville en hiver.

Le fort se trouve à l'ouest d'Albertville, en limite du massif des Bauges, à 200 mètres de distance du col de Tamié à l'ouest, juste au-dessus du collet de Tamié au nord, en balcon au-dessus du val de Tamié au nord-ouest et de la combe de Savoie au sud-est, sur l'ancien lieu-dit du « Châtelard ». Le fort est construit sur un éperon rocheux culminant à 1 021 m d'altitude, tandis que le col est à 907 m (le fond de la Combe de Savoie est à 315 m).
Le fort a d'abord la mission d'un fort intégré à la ceinture de protection de la place d'Albertville, contrôlant le col et la vallée venant de Faverges ; il est aussi un fort d'arrêt capable de faire front de tous les côtés (d'autant que les autres forts sont hors de portée pour l'artillerie de l'époque) ; enfin, il pouvait servir de réduit en cas de forcement de la place.

## Histoire
Le fort a été construit par 600 ouvriers italiens.
Par le décret du 21 janvier 1887, le ministre de la Guerre Georges Boulanger renomme tous les forts, batteries et casernes avec les noms d'anciens chefs militaires. Pour le fort de Tamié, son « nom Boulanger » est en référence au maréchal de France Charles 1er de Cossé-Brissac, un des militaires de la maison de Cossé-Brissac, né en 1505 et décédé en 1563, qui en 1553, pris Verceil et s'empara du trésor du duc de Savoie, trésor constitué d'argent, de pierreries et de meubles précieux. Le nouveau nom devait être gravé au fronton de l'entrée. Dès le 13 octobre 1887, le successeur de Boulanger au ministère, Théophile Ferron, abroge le décret. Le fort reprend officiellement son nom précédent.
Le fort est vendu en 1968 au syndicat intercommunal. Le terrain est ensuite aménagé, proposant un sentier botanique, un parcours accrobranche, tandis que les bâtiments sont louables pour des mariages et autres évènements.
Le festival de musique électronique « Éléments » y est organisé en 2008, 2011 et 2012.

## Description

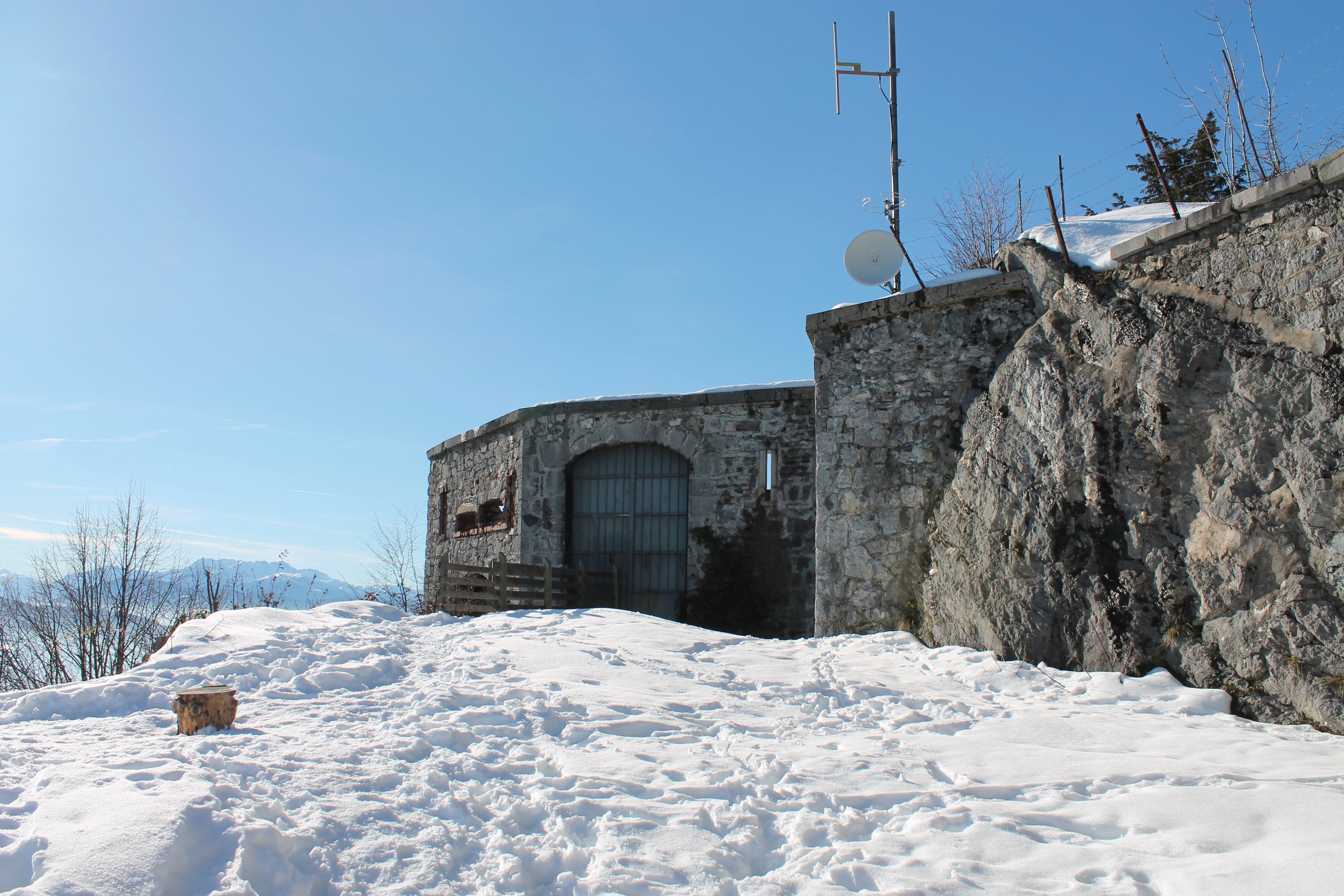
Entrée secondaire (porte de secours), situé au nord du fort de Tamié.

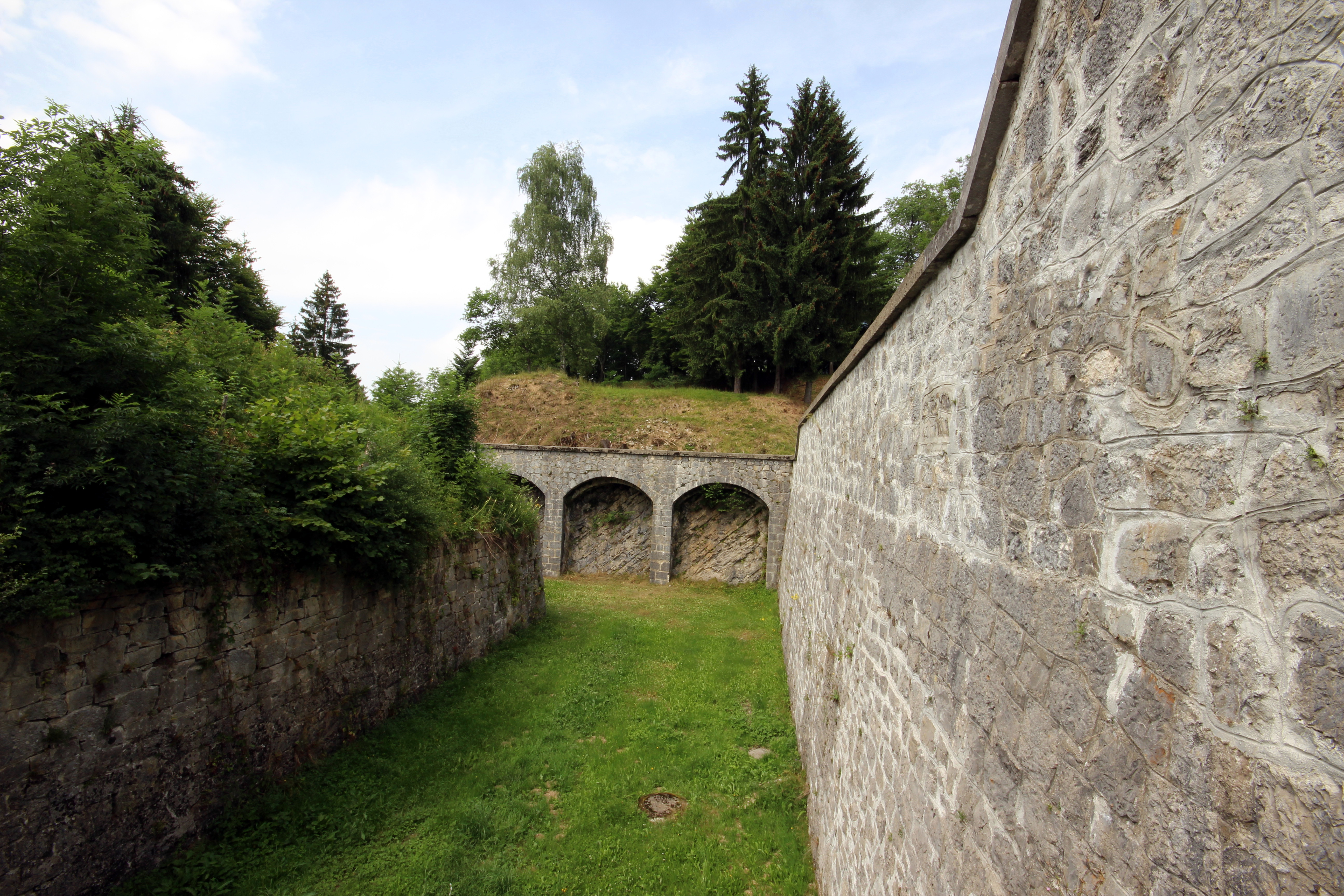
Le fossé de gorge non protégé par une caponnière du fort.

Le fort comporte une enceinte bastionnée s'adaptant au terrain : il délimite une surface de 10,8 hectares faisant 589 mètres de long du sud-ouest au nord-est et 240 m de large d'est en ouest. L'enceinte est défendue par un tronçon de fossé et trois caponnières. Le vaste espace à l'intérieur comportait des plateformes d'artillerie permettant de tirer vers le nord et le sud. Dans les trois mamelons ont été creusés un abri-caverne et trois magasins sous roc.
C'est un fort Séré de Rivières de première génération, vaste fort de montagne s'étendant sur 16 ha, un des forts les plus étendus du système Séré de Rivières, qui possède pas moins de 1 800 mètres de longueur d'enceinte. L'armement prévu était de 36 pièces dont six seulement de flanquement. Il fut construit dans l'hypothèse où les Italiens contourneraient la place d'Albertville par la Suisse. Fort peu conventionnel pour lequel il n'avait initialement pas été prévu de casemates pour le logement, hormis dans le bâtiment d'entrée : la garnison devait être « campée ». Ultérieurement, huit chambrées seront creusées dans le roc au sommet d'un à-pic en arrière du bastion I. Ce casernement est surmonté d'une rampe sur laquelle se greffent plusieurs plates-formes d'artillerie. Trois magasins sous roc seront également creusés, un sur la gauche des logements cavernes, un pratiquement face à l'entrée, et s'ouvrant dans la courtine entre les bastions 4 et 5, possède un pont à bascule en dessous à mouvement assisté. Deux magasins à poudre, placés face à face, et donc desservis par le même sas, possèdent trois créneaux à lampe[C'est-à-dire ?] dont, singulièrement, celui du milieu est placé plus bas que ses voisins. La défense du périmètre était assurée depuis trois coffres d'escarpe, deux au bastion 2 et un, à deux étages, au bastion 3. Le reste de l'escarpe était coiffé d'un mur à bahut ou bien crénelé tel celui de long d'une forte pente que l'on peut voir au sud-ouest du casernement sous roc. Des projets d'autres creusements sont restés sans suite. Par exemple, celui d'un second et vaste casernement sous roc au sud-ouest ou encore la liaison entre le casernement sous roc existant avec le magasin sous roc proche de l'entrée. Sur place, rien ne permet de déceler que ces projets aient été réalisés. Ce fort était considéré comme le réduit de la place. Parfois évoqué en tant que centre de résistance, il domine la commune de Mercury. Il pouvait battre de ses pièces tant la ville d'Albertville et ses ponts que la direction de Seytthenex. Le 1er juillet 2006, une réplique de canon de 120 mm L de Bange y a été inaugurée. Le fort est ouvert au public et permet d'accéder notamment à un sentier botanique et à différents panoramas comme celui vers le Mont Blanc.

L'entrée du fort
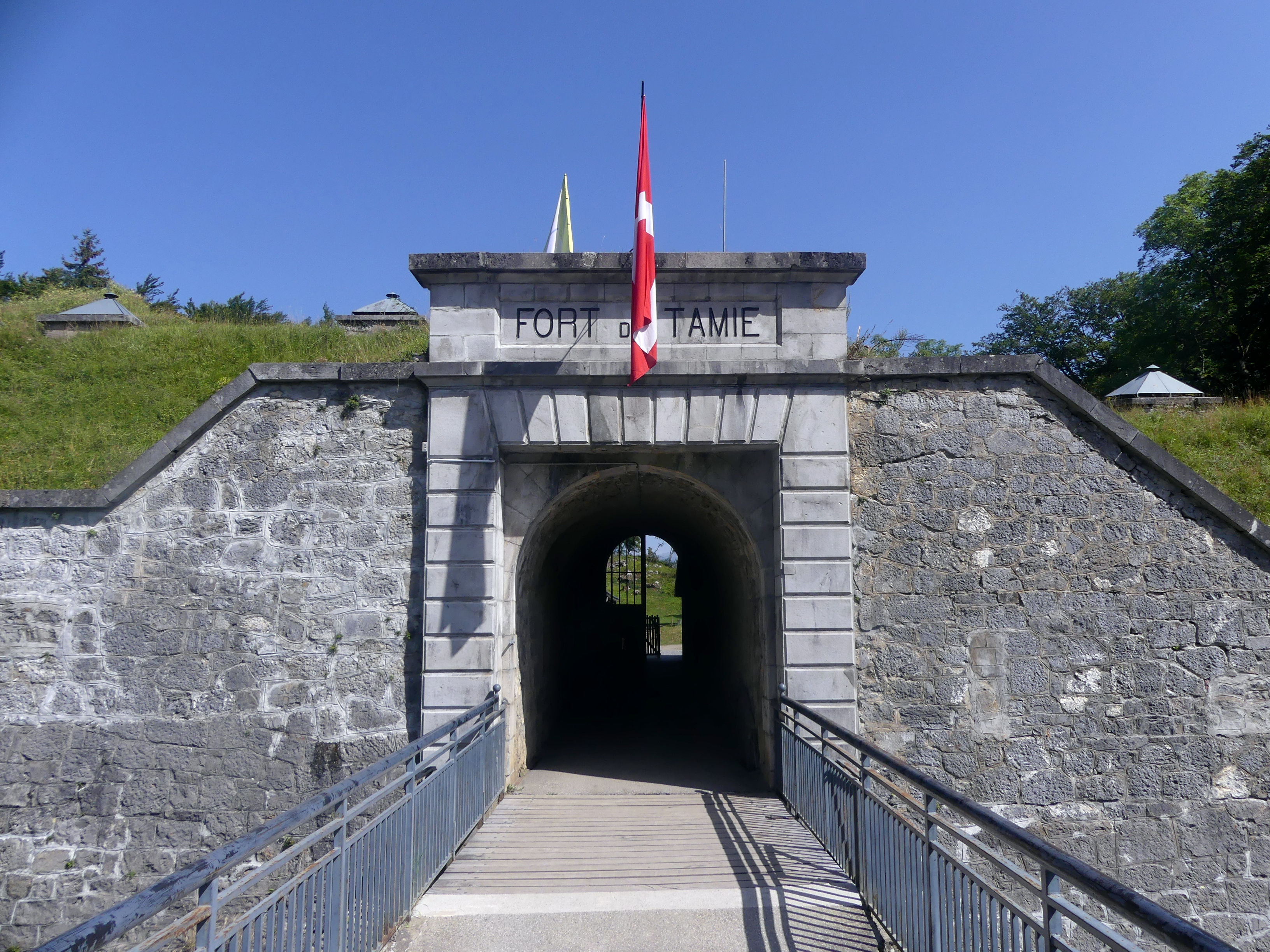
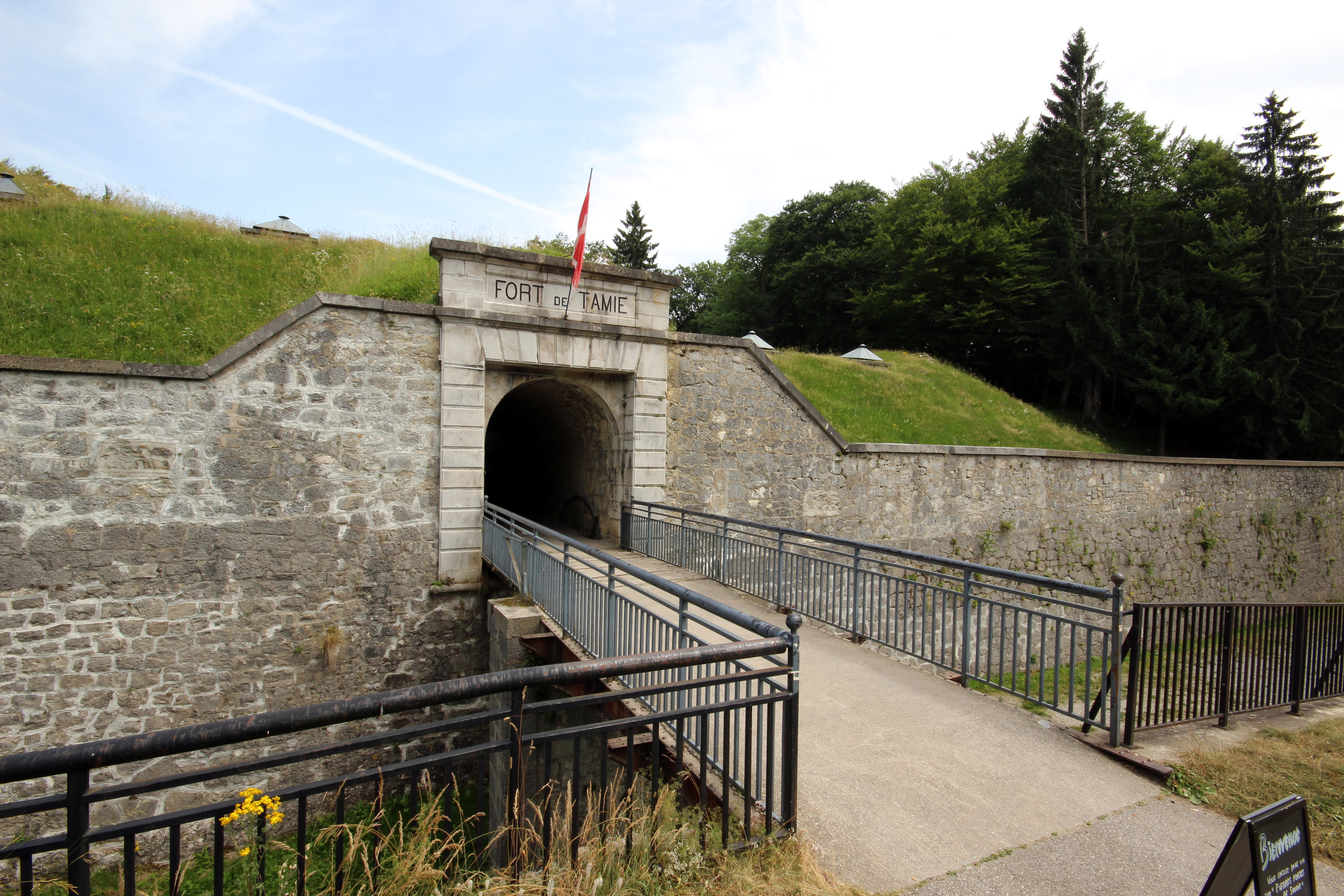
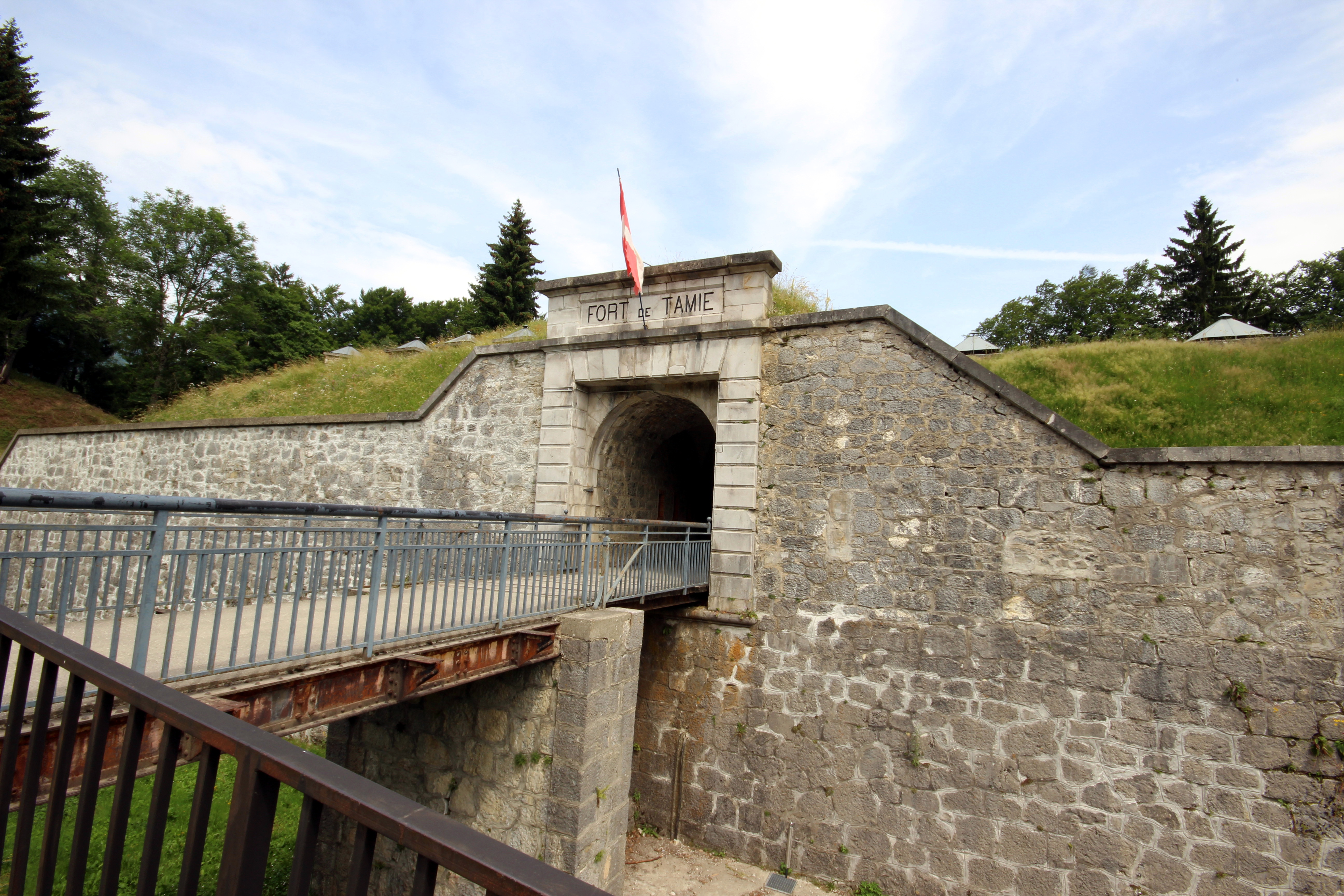
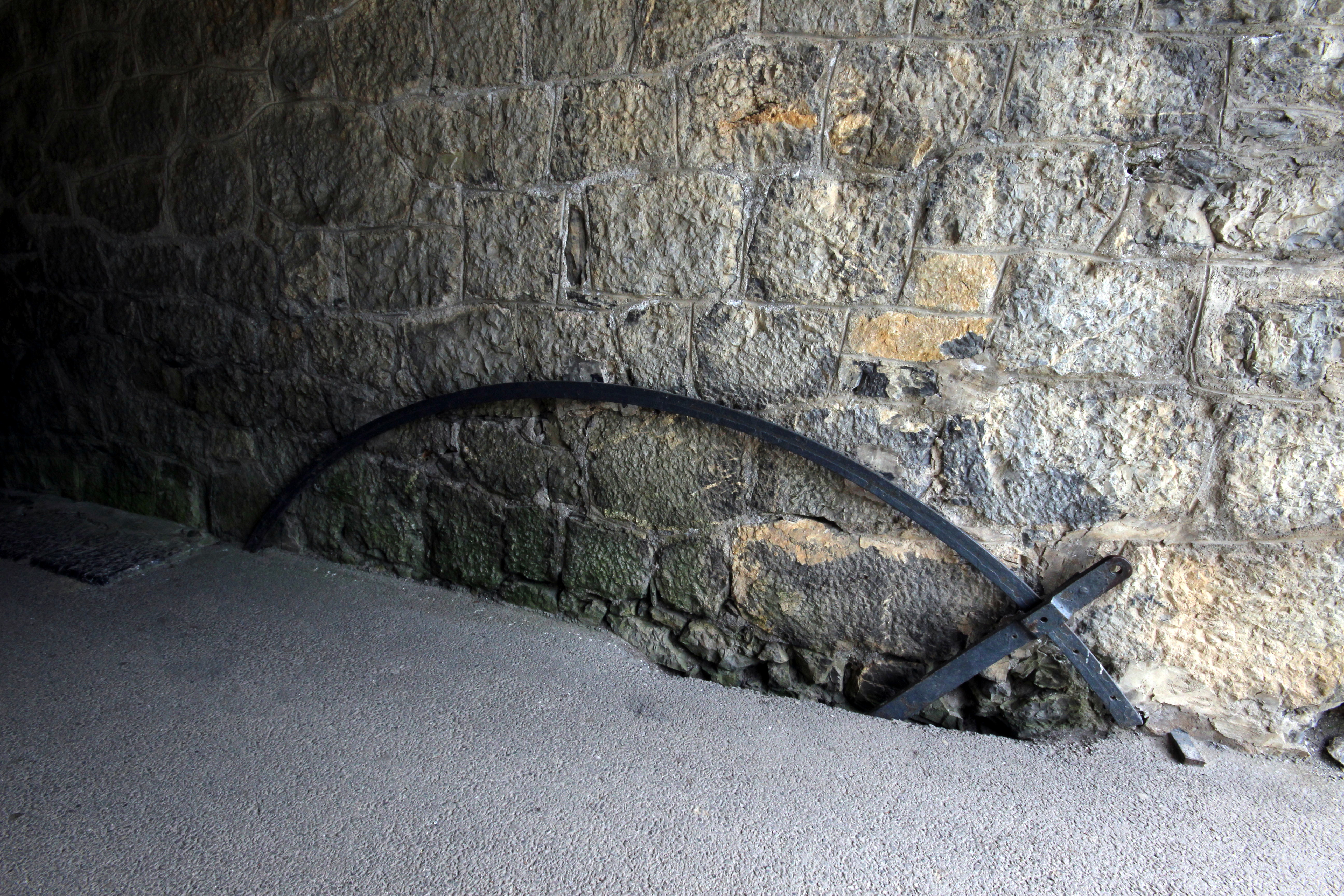
Le mécanisme du pont-levis.
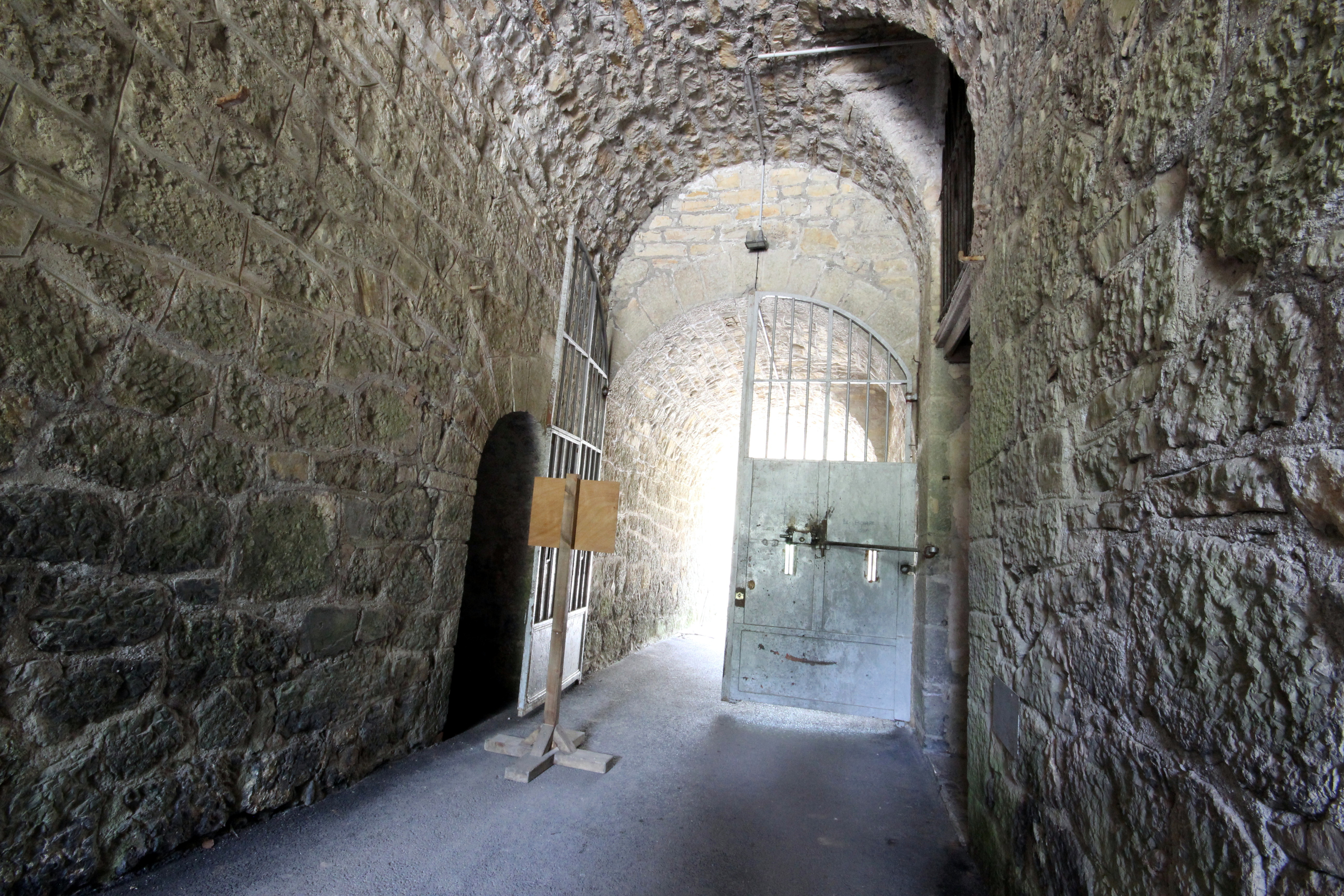
La porte blindée.
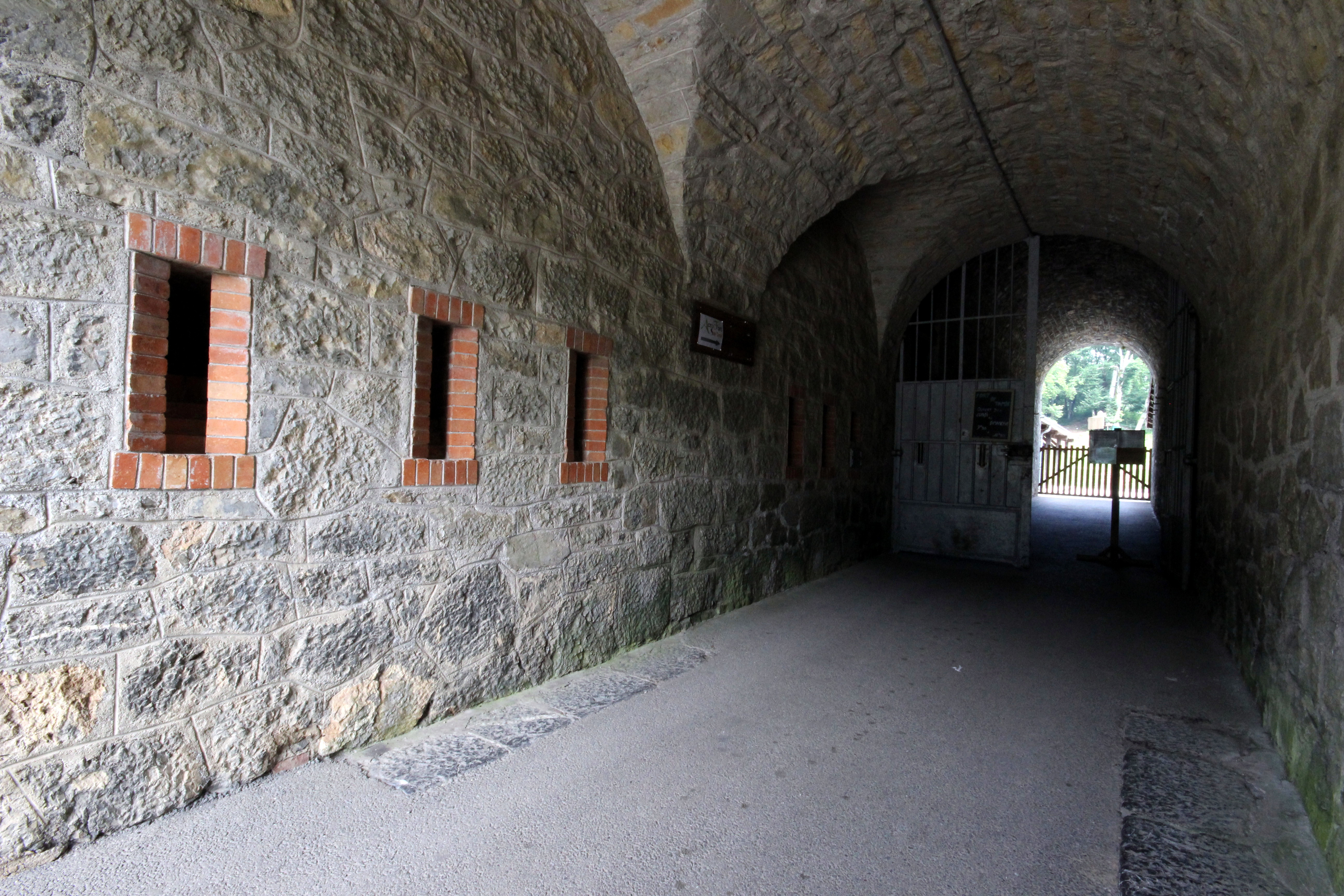
La galerie principale.

## Enquête judiciaire
Lors du festival de musique électronique « Éléments » un festivalier de 22 ans est porté disparu en septembre 2011, puis un second en septembre 2012, un homme de 45 ans dont les ossements seront retrouvés huit ans plus tard.
L'enquête est classée sans suite en 2014. À la suite d'une requête de l'avocat des disparus en 2018, l'enquête est relancée en 2022 par le pôle national Crime sériel ou non élucidés.